# Peter Schegg
Peter Johann Schegg (auch Petrus Johannes Schegg; * 6. Juni 1815 in Kaufbeuren; † 9. Juli 1885 in München) war ein deutscher römisch-katholischer Theologe, Geistlicher und Hochschullehrer.

## Leben
Schegg, Sohn eines Schuhmachers, besuchte zunächst die Grund-, dann die Lateinschule in Kaufbeuren. 1827 wechselte er an das Gymnasium in Kempten, 1832 an das Lyzeum Dillingen. 1833 ging er an die Universität München, an der er sich bis 1838 einem Studium der Philosophie und Theologie widmete. Am 22. April 1838 erhielt er die Priesterweihe im Augsburger Dom. Anschließend war er bis 1841 Kaplan in Pfronten. Bereits in dieser Zeit machte sich seine Anfälligkeit für Krankheiten bemerkbar.
1844 wechselte Schegg in das Erzbistum München und Freising. Dort übernahm er das Benefiziat am Institut der Englischen Fräulein in Berg am Laim und auch die Stellung des Beichtvaters sowie Katecheten. Diese Anstellung erlaubte es ihm, sein Theologiestudium voranzubringen und schriftstellerisch tätig zu werden. Seine erste Veröffentlichung Ausgewählte Psalmen von 1843 wurde von Daniel Bonifaz von Haneberg gelesen, der ihm aufgrund dieser Schrift zur akademischen Laufbahn riet.
Scheggs anschließendes Bemühen um die akademische Laufbahn führte bereits am 12. März 1844 zur Ernennung als Dozent für biblische Exegese am Fürstbischöflichen Lyceum zu Freising. An dieser Hochschule erfolgte am 21. Mai 1847 die Ernennung zum Professor der Theologie mit der Denomination biblische Exegese. Die Theologische Fakultät der Universität München verlieh ihm 1855 die Ehrendoktorwürde (Dr. theol. h.c.). 1865 begab er sich auf eine Palästinareise, die anschließend zu weiteren Publikationen führte.
Schegg wurde am 28. September 1868 zum ordentlichen Professor der Exegese an der Theologischen Fakultät der Universität Würzburg berufen, zum 11. Juni 1872 folgte er einem Ruf an die Theologische Fakultät der Münchner Universität, an der er Franz Xaver Reithmayr nachfolgte. Trotz seiner gesundheitlichen Schwächen waren seine Vorlesungen beliebt, er wurde Mitglied des Senats der Universität und im akademischen Jahr 1881/1882 deren Rektor.
Mit seinem Vermögen errichtete Schegg in seiner Heimatstadt Kaufbeuren ein Waisenhaus. Von König Ludwig erhielt er 1880 das Ritterkreuz I. Klasse des Verdienstordens vom Heiligen Michael. Bereits 1868 wurde er zum Erzbischöflichen Geistlichen Rat ernannt.
Ab 1874 war er Ehrenmitglied der katholischen Studentenverbindung KDStV Aenania München.

## Publikationen (Auswahl)
- Die Psalmen: uebersetzt und erklärt für Verständniß und Betrachtung, 2 Bände, Lentner, München 1845–1847.
- Der Prophet Isaias, 2 Bände, Lentner, München 1850.
- Die Bauten Constantins über dem heiligen Grabe zu Jerusalem: mit einer artistischen Beilage, Datterer, Freising 1867.
- Gedenkbuch einer Pilgerreise nach dem hl. Lande über Egypten und den Libanon, 2 Bände, München 1867.
- Sechs Bücher des Lebens Jesu, 2 Bände, Herder, Freiburg im Breisgau 1874–1875.
- Biblische Archäologie, 2 Bände, Herder, Freiburg im Breisgau 1887.